# Foltos tinamu
A foltos tinamu (Nothura maculosa) a tinamualakúak (Tinamiformes) rendjébe, ezen belül a tinamufélék (Tinamidae) családjába tartozó faj. A család egyik legismertebb faja.

## Rendszerezése
A fajt Coenraad Jacob Temminck holland zoológus írta le 1815-ben, Tinamus nembe Tinamus maculosa néven.

## Alfajai
- Nothura maculosa annectens Conover, 1950
- Nothura maculosa cearensis Naumburg, 1932
- Nothura maculosa maculosa (Temminck, 1815)
- Nothura maculosa major (Spix, 1825)
- Nothura maculosa nigroguttata Salvadori, 1895
- Nothura maculosa pallida Olrog, 1959
- Nothura maculosa paludivaga Conover, 1950
- Nothura maculosa submontana Conover, 1950[2]

## Előfordulása
Argentína, Brazília, Paraguay és Uruguay területén honos. A természetes élőhelye a szubtrópusi,  trópusi és mérsékelt övi száraz legelők, szavannák és cserjések. Állandó, nem vonuló faj.

## Megjelenése
Testhossza 24–26,5 centiméter, a hím testtömege 152–292 gramm, a tojóé 164–316 gramm. Testéhez képest hosszú nyakán kicsi fej helyezkedik el. Tollazata halvány barnás alapszínű, barna és fekete foltokkal, ami segíti az elrejtőzködésben.

## Életmódja
Rossz repülő, veszély esetén inkább a talajon fut el.

## Szaporodása
|  |

## Külső hivatkozások
- Képek az interneten a fajról
- Xeno-canto.org